# Grange aux Moines (Berthenay)
La grange aux Moines est une grange monastique construite à la fin du XIIIe siècle dans la commune de Berthenay,  département français d'Indre-et-Loire.
Le bâtiment, rattaché à l'une des abbayes de Tours lors de sa construction, est conservé dans un état proche de l'origine. Il est inscrit au titre des monuments historiques en 2003.

## Localisation

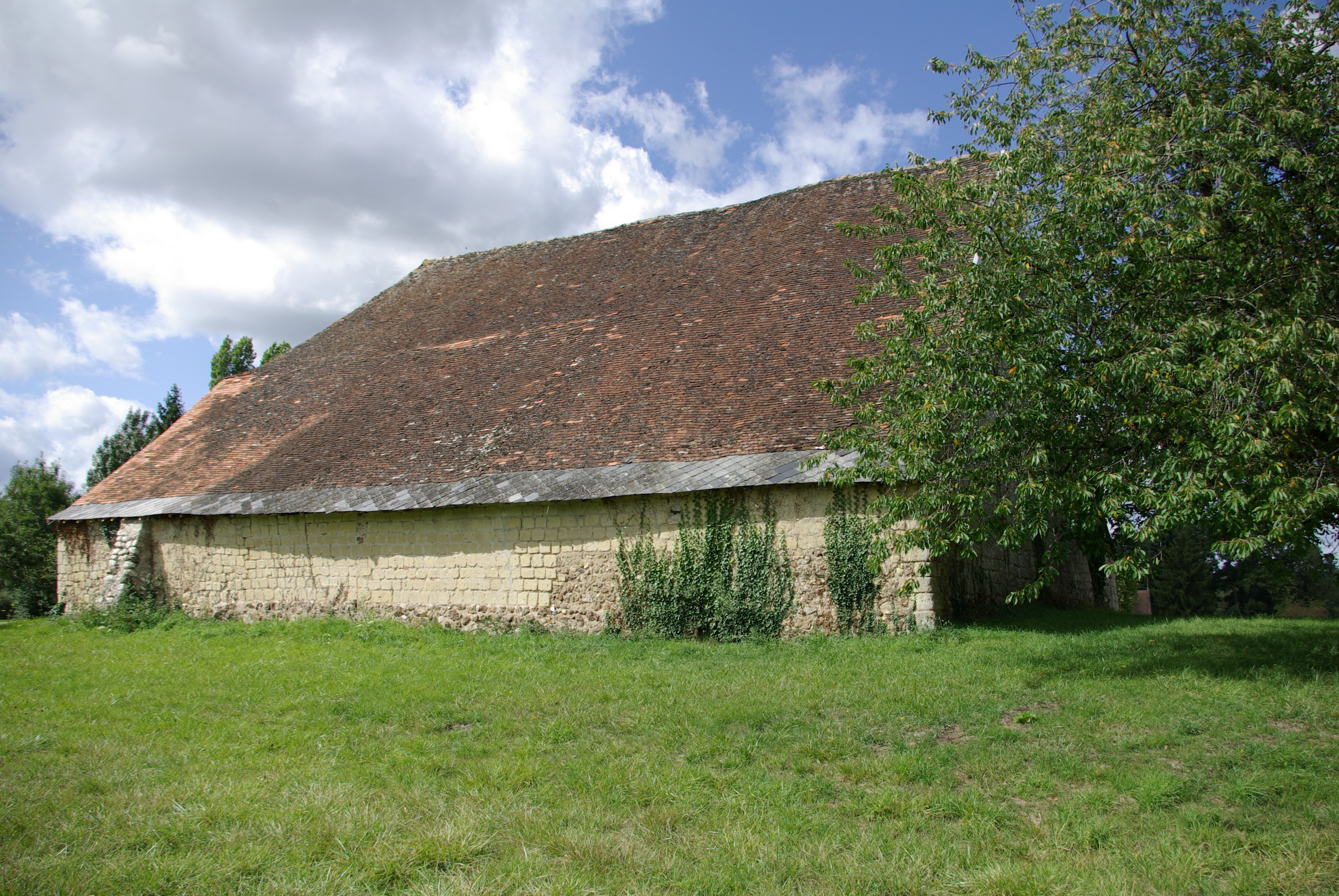
Vuen générale depuis le sud-est.

Dans la partie occidentale de la commune de Berthenay, la grange est construite à moins de deux kilomètres du confluent moderne entre la Loire et le Cher, entre les deux cours d'eau. Elle est établie sur une éminence artificielle haute d'environ 2 m qui contribue à la préserver des inondations, fréquentes dans ce secteur vulnérable qui est pourtant occupé très tôt.
C'est déjà sous le nom de Grange-aux-Moines qu'elle apparaît sur la carte de Cassini.
En 2021, la grange aux Moines se trouve à proximité immédiate d'une zone contaminée par les termites.

## Histoire
Une bulle pontificale de Célestin II datée de 1134 confirme que la cure de Berthenay appartient à l'abbaye tourangelle de Saint-Julien comme de nombreux domaines dans la vallée du Cher, mais d'autres possessions relèvent du chapitre de Saint-Martin de Tours. C'est à la fin du siècle suivant que la grange monastique est édifiée, comme l'indique la datation de sa charpente : les bois sont abattus en 1298 pour être utilisés l'année suivante. Les denrées entreposées dans la grange sont fort probablement convoyées par bateau sur la Loire jusqu'à Tours.
Le bâtiment, propriété de Tours Métropole Val de Loire, est inscrit au titre des monuments historiques par arrêté du 18 avril 2003.
Fin 2024, le rapport d'un cabinet d'architectes fait état d'un « patrimoine menacé », notamment par « défaut d'entretien », ce qui amène la collectivité propriétaire à engager une réflexion sur les travaux à entreprendre.

## Description
| Image externe |                                                  |
|               | Vue générale de la charpente sur la base Mémoire |

Le bâtiment, de forme rectangulaire (24,5 × 18,5 m au sol), s'ouvre à l'ouest par une grande porte rectangulaire qui a remplacé après la Seconde Guerre mondiale un ancien portail en plein cintre.
Les fermes de la charpente, qui culmine à 15 m, sont pour la plupart d'origine et reposent sur un portique ; les croupes des pignons, entièrement fermées à l'époque contemporaine, sont lors de la construction munies de claires-voies pour permettre l'aération.

## Pour en savoir plus